# 2015年歐洲運動會亞美尼亞代表團
亞美尼亞參加2015年6月12日至28日在亞塞拜然巴庫舉行的2015年歐洲運動會。

## 體操

### 競技體操
- 男子 – 1個參賽配額